# Prosper Dunant
Pour les articles homonymes, voir Dunant.
Prosper Dunant, né le 29 août 1790 à Lathuile (Duché de Savoie) et mort le 2 juillet 1878 à Annecy (France), est un architecte et aquarelliste français, fondateur de ce qu’on peut appeler l’école d’Annecy en peinture de paysage.
Il a été le premier à dessiner et à peindre tous les sites pittoresques du lac, précédé en cela par les « pionniers » de la première école de Genève qui ont fait autour du lac quelques incursions. C’est un excellent aquarelliste, il a aussi réalisé de nombreuses huiles sur toiles ou sur papier. Il travaille aussi bien en atelier que sur le motif.

## Biographie
Prosper Dunant naît à Lathuile, le 29 août 1790, dans la partie sud du lac d'Annecy. Son père est Jean-Marie Dunant, un ingénieur, architecte et conducteur principal des Ponts et Chaussées, de la province du Genevois, dans le duché de Savoie.
Alors qu'il a 22 ans, il se rend à Paris pour poursuivre ses études. De 1805 à 1811, il est l’élève de Pierre-Emmanuel Moreau (1766-1833). Il entre aux Beaux-arts, où il étudie de 1812 à 1816. Il est présenté par le peintre Léonor Mérimée (1757-1836) à Jean-Joseph-Xavier Bidauld (1758-1846), un des meilleurs peintres de paysage français de ces années, qui lui ouvre son atelier et lui prodigue d’utiles conseils. En témoignage de son affection Bidauld donne au jeune Annécien quelques-uns de ses paysages peints d’après nature. Il aime aussi à copier les toiles des maîtres du Louvre.
C’est dans la capitale que, dès 1812, il se lie d’amitié avec Johann Görbitz (1782-1853), peintre norvégien. De 1816 à 1846 les deux peintres entretiennent une correspondance fournie sur l’évolution des arts à Paris et l’actualité du Salon.
À son retour en Savoie, il travaille dans l’atelier paternel à des projets d’architecture et de décoration notamment aux arcs de Triomphe destinés aux cérémonies royales de la maison de Savoie.
De 1817 à 1820, il entreprend sous l’égide du docteur Charles-Humbert-Antoine Despine (1777-1852), directeur des Thermes d’Aix, la réalisation d’une série de douze vues des environs du lac du Bourget « destinées aux étranger s». Le docteur Despine lui commande un « projet d’amélioration de l’établissement royal des Bains d’Aix-en-Savoie » pour lequel Prosper Dunant réalise plusieurs coupes.
En 1819, son fils Camille Dunant arrive au monde dans le paysage dont il sera l’infatigable promoteur en créant le Syndicat d’Initiative.
C’est sur les conseils de Görbitz que Dunant fait connaissance du peintre genevois Wolfgang Adam Toepffer qu’il accompagne lors de «campagnes de peinture» ou «courses de paysages» autour d’Annecy dans les années 1820. Peu enclin à vouloir briller dans les salons, il expose de temps à autre à Genève à la Société des Arts à l’instigation de son ami James Audéoud (1793-1857) président de la classe des beaux-arts de la Société des Arts.
Première du genre, l’édition financée par Charles-Humbert Despine d’un album de 6 lithographies sur les environs du lac d’Annecy paraît en 1824. Dunant aime effectuer des périples pittoresques dans les vallées de Savoie et en rapporter des impressions et des croquis comme en 1822 dans le Faucigny ou en 1829 lors de son voyage en Piémont et Ligurie. Il apprécie aussi rompre la quiétude provinciale par quelques séjours parisiens où il rencontre un grand nombre de peintres. Il s’entretient plusieurs fois sur l’évolution des arts avec Horace Vernet (1789-1863). En 1854, il marie sa fille Clotilde, elle-même peintre, avec Firmin Salabert, portraitiste doué, qui s'installe à Lathuile.
Afin de fixer pour la postérité dans leur intégrité les lieux les plus pittoresques qu’il a connus, Dunant s’est attaché à réaliser des séries d’aquarelles d’après des dessins plus anciens comme Annecy et ses environs, les Châteaux de Savoie ou Grenoble (les aquarelles grenobloises ont été perdues).
Le peintre annécien meurt en 1878 en laissant dans son atelier plusieurs centaines de tableaux ou dessins, témoignage de la passion artistique qu’il a éprouvé pour des paysages que nous connaissons encore malgré la transformation désastreuse du paysage urbain annécien.
Dunant a eu plusieurs élèves à qui il donnait des leçons et conseils pour le simple plaisir de transmettre son savoir. Ses enfants ont été les premiers à bénéficier de son expérience. Paul Cabaud, Jean-Baptiste Berthet futur professeur de dessin à Annecy, Charlotte Séchaud (°1800), mariée à Jean-François Rochette en 1823, nièce du propriétaire du château de Duingt. Il la forme à l’art délicat de représenter la nature, art pour lequel il déclare à ses amis qu’elle a les meilleures dispositions.